# Yosemite Valley Railroad Caboose No. 15
 (novembre 2024).
Si vous disposez d'ouvrages ou d'articles de référence ou si vous connaissez des sites web de qualité traitant du thème abordé ici, merci de compléter l'article en donnant les références utiles à sa vérifiabilité et en les liant à la section « Notes et références ».
Le Yosemite Valley Railroad Caboose No. 15 est un fourgon-frein américain exposé à El Portal, dans le comté de Mariposa, en Californie. Employé par le Yosemite Valley Railroad à compter d'environ 1922, il est inscrit au Registre national des lieux historiques depuis le 22 mai 1978.